# Kinder- und Jugendchor Magdeburg
Der Kinder- und Jugendchor Magdeburg ist ein Chor in Magdeburg in Sachsen-Anhalt. Der traditionsreiche Chor nimmt regelmäßig an nationalen und internationalen Wettbewerben teil.

## Geschichte
Der Chor wurde am 1. September 1955 von Erich Rudolph gegründet. 1983 übernahm Barbara Müller die Funktion als Chorleiterin und Ingo Hetsch die als Choreograph und Sprecherzieher. Geschäftsführerin wurde Frau Ollenhauer. Im Jahr 1991 wurde der Chor dem Hegel-Gymnasium Magdeburg angegliedert. Im September 2006 wurde Astrid Schubert Leiterin des Chors, die Sprecherziehung übernahm Karin Walter, die Geschäftsführung Jaqueline Harder.

## Ausbildung
Der Chor steht im Zusammenhang mit speziellen Chorklassen am Magdeburger Hegel-Gymnasium und ist so Teil des erweiterten Musikunterrichts. Neben einer gesanglichen Ausbildung, wird auch musiktheoretisches Wissen vermittelt. Außerdem gibt es Unterricht in darstellendem Spiel und Sprecherziehung. Viele der Chormitglieder erhalten darüber hinaus auch Unterricht am Konservatorium Georg Philipp Telemann.

## Auszeichnungen
- 1993, Landeschorwettbewerb in Halle; Prädikat; Hervorragend
- 1993, idoco-Chor- und Musikfest in Norwegen; Goldenes Diplom
- 1995, idoco-Chor- und Musikfest in der Schweiz; Goldenes Diplom
- 1996, Prager Musiktage; Silbernes Band
- 1997, Landeschorwettbewerb in Wernigerode; Prädikat: Sehr gut
- 1998, Concorso Corale Internazionale in Italien; Prädikat: Sehr gut
- 1999, Bundeschorwettbewerb in Regensburg; Prädikat: Sehr gut
- 2000, idoco-Chor- und Musikfest in Dänemark; Goldenes Diplom
- 2001, Landeschorwettbewerb in Zerbst; Prädikat: Sehr gut
- 2002, Bundeschorwettbewerb in Zerbst; 3. Preis; Prädikat: Sehr gut
- 2004, Helsingborg Internationaler Wettbewerb; 1. Preis: Gold
- 2006, Internationaler Chorwettbewerb Riva del Garda; Goldenes Diplom
- 2008, Sonderpreis der Jury für Astrid Schubert	Bestes Dirigat
- 2008, Concorso Internazionale Di Canto Corale Verona; Goldenes Diplom
- 2010, young2010prague Chorwettbewerb Prag;	Goldenes Diplom
- 2012, Internationaler Franz-Schubert Chorwettbewerb Wien; Goldenes Diplom
- 2013, Sonderpreis der Jury für Astrid Schubert	Bestes Repertoire
- 2013, Concorso Internazionale Di Canto Corale Verona; Goldenes Diplom
- 2013, Sonderpreis der Sparkassenstiftung; Beste Interpretation für ein zeitgenössisches Werk
- 2013, Landeschorwettbewerb in Quedlinburg; Hervorragend
- 2014, Sonderpreis Deutscher Musikrat; Beste Interpretation für ein Volkslied
- 2014, Deutscher Chorwettbewerb in Weimar; gut, 5. Platz
- 2015, Voci dal Lido Internationaler Wettbewerb in Jesolo/Italien; Goldenes Diplom/Kategoriesieger
- 2016, 5. Landeschorfest Naumburg; Oberstufe: ausgezeichnet
- 2017, young bohemia 2017 prague; Goldenes Diplom
- 2017, Sonderpreis des Oberbürgermeisters der Stadt Wernigerode	für Verbindung von Chorgesang und Bewegung
- 2017, Landeschorwettbewerb Wernigerode; sehr gut
- 2018, Sonderpreis der Volks- und Raiffeisenbanken an Kinder- und Jugendchöre für hervorragende Leistung im gemeinschaftlichen Auftritt
- 2018, 10. Deutscher Chorwettbewerb Freiburg; hervorragend 1. Preis
- 2018, Eintragung in das Goldene Buch der Landeshauptstadt Magdeburg in Anerkennung des Siegs im Deutschen Chorwettbewerb
- 2019, Sonderpreis der Jury	Hervorragende Programmauswahl an Astrid Schubert
- 2019, Concorso Internazionale Di Canto Corale Verona; Goldenes Diplom